# Séduction à l'irlandaise
Pour plus de détails, voir Fiche technique et Distribution.
Séduction à l'irlandaise (The Closer You Get) est un film irlandais réalisé par Aileen Ritchie, sorti en 2000.

## Synopsis
Cinq Irlandais passent une annonce de le Miami Herald pour inviter des jeunes femmes américaines dans leur village sous un faux prétexte.

## Fiche technique
- Titre : Séduction à l'irlandaise
- Titre original : The Closer You Get
- Réalisation : Aileen Ritchie
- Scénario : Herbie Wave et William Ivory
- Musique : Rachel Portman
- Photographie : Robert Alazraki
- Montage : Sue Wyatt
- Production : Uberto Pasolini
- Société de production : Redwave Films
- Pays :  Irlande et  Royaume-Uni
- Genre : Comédie
- Durée : 93 minutes
- Dates de sortie : 
  - États-Unis : 25 février 2000
  - France : 27 décembre 2000

## Distribution
- Ian Hart : Kieran O'Donnell
- Sean McGinley : Ian O'Donnell
- Niamh Cusack : Kate O'Leary
- Ruth McCabe : Mary Mulligan
- Ewan Stewart : Pat O'Leary
- Pat Shortt : Ollie Doyle
- Cathleen Bradley : Siobhan
- Sean McDonagh : Sean Mulligan
- Risteard Cooper : le père Hubert Mallone
- Maureen O'Brien : Dollie Doyle
- Pat Laffan : Giovanni
- Britta Smith : Mme. Duncannon
- Joan Sheehy : Joan
- Patricia Martin : Mme. Lock
- Dessie Gallagher : Mickey
- Deborah Barnett : Ella
- Frank Laverty : Brian
- Doreen Keogh : Mme. Giovanni
- Pauline Hutton : Deirdra
- Nuala O'Neill : Molly
- Michael McDougall : Liam
- Nora Keneghan : Mme. Campbell

## Accueil
Le film a reçu un accueil mitigé de la critique. Il obtient un score moyen de 44 % sur Metacritic.